# Teretni brod
Teretni brod je vrsta broda koji služi za prijevoz raznih vrsta tereta iz jedne luke u drugu. Teretni brodovi su opremljeni i dizajnirani u ovisnosti tereta koji prevoze.
Prema namjeni dijelimo ih na:
- linijske – plove na istim linijama
- trampere - nisu na stalnim linijama (tzv. lutalice, najčešće za generalne i rasute terete),
- tankere - za prijevoz tekućih tereta (sirove nafte, kemikalija, ukapljenih prirodnih plinova (LNG), ukapljenih naftnih plinova (LPG - liquefied petroleum gas), itd.

Prema vrsti tereta koje prevoze teretne brodove možemo podijeliti na:
- kontejnerski brod (hrv. brod za prijevoz spremnika)
- brodove za rasute terete (eng. bulk carrier)
- tankere za naftu
- tankere za plin (LPG brodovi i LNG brodovi)  (Ukrcaj i iskrcaj ukapljenih plinova lpg lng)
- Ro-Ro brod, najčešće za kamione
- Lo-lo brod: potpuno kontejnerski brodovi, djelomično kontejnerski brodovi, preuređeni kontejnerski brodovi, Sea Train brodovi (s tračnicama), itd.
- Fo-fo brod: ovdje se kontejneri ( a i druge vrste tereta) prekrcavaju u maone (barže, teglenice) koje se zatim tegle i ukrcavaju na tzv. LASH (Lighter Aboard Ship) brodove. Klasični LASH brod je kapaciteta od 77 maona nosivosti 375 tona, ili 1500 TEU, 6 paluba;
- brodove hladnjače ("frigo")
- brodove za kemikalije
- brodove za rudaču, rasuti teret i naftu (OBO)
- brodove za opći teret (general cargo)
- brodove za opskrbu naftnih platformi - eng. supplier
- brodovi za teške terete - eng. heavy lift
- brodovi za prijevoz drva
- brodovi za opskrbu platforma
- brodovi za prijevoz teglenica: SEA BEE ("morska pčela") i BACAT (Barges Aboard Catamaran - barža na

dvotrupcu, katamaranu) tj. brodovi za prijevoz maona
- brodovi za prijevoz automobila
- brodovi posebnih namjena i izvedbi

Teretne brodove dalje možemo podijeliti prema dimenzijama (a one su u ovisnosti o plovnim kanalima kroz koje prolaze) na:
- Small Handy size, brodovi od 20 000-28 000 t ukupne nosivosti
- Handy size, brodovi od 10 000-30 000 t ukupne nosivosti
- Handymax, brodovi od 30 000-50 000 t ukupne nosivosti
- Seawaymax, najveća dimenzija broda koji može proći kroz Kanal sv. Lovrijenca: dužina do

225,6 m, širina do 23,8 m, gaz do 7,9 m i visina od vodeme linije do 35,5)
- Aframax, naftni tankeri od 80 000 do 110 000 - 119 000[1] do 120 000 t ukupne nosivosti.[2] Prevoze sirovu naftu, ponekad i teško ulje.[2]-120.000 dwt,[3] sa širinom većom od 32,3 m, AFRA (Average Freight Rate Assessment)[1]
- Suezmax, najveća dimenzija broda koji može proći kroz Sueski kanal. Prevoze sirovu naftu, ponekad i teško ulje,[2]  do 200.000 t nosivosti, odnosno do 350 m;[1]
- Panamax, najveća dimenzija broda koji može proći kroz Panamski kanal; do 80000 t

nosivosti, odnosno dužine do 305 m, širine 33,5 m i gaza do 25,9
- Capesize, brodovi koji su većih dimenzija od onih koje su uvjetovane Sueskim i Panamskim kanalom te ne mogu proći kroz njih[1]
- VLCC (eng. Very Large Crude Carrier), supertankeri, od 160.000 do 400.000 t ukupne nosivosti,[2] Prevoze isključivo sirovu naftu.[2] odnosno od 200.000 do 315.000 t ukupne nosivosti[1]
- ULCC (eng. Ultra Large Crude Carrier),mamut-tankeri, za više od 400.000 t ukupne nosivosti.[2] (na drugom mjestu: više od 320.000 t[1]) Prevoze isključivo sirovu naftu.[2]

## Vanjske poveznice
- Teretni brod Hrvatska tehnička enciklopedija, portal hrvatske tehničke baštine. LZMK